# Ampelosicyos humblotii
Ampelosicyos humblotii là một loài thực vật có hoa trong họ Cucurbitaceae. Loài này được (Cogn.) Jum. & H.Perrier mô tả khoa học đầu tiên năm 1915.